# Francesco Paolo Capone
Francesco Paolo Capone (Roma, 12 de diciembre de 1961) es un sindicalista italiano, secretario general de la UGL desde 2015.

## Biografía
Nació en Roma en 1961, está casado y tiene tres hijos. En 1982 participó en la misión "Líbano 2" en Beirut como suboficial paracaidista en el Regimiento de San Marco. Empleado de banca, se incorporó a Cisnal Crédito, llegando a ser su secretario provincial en 1987. Cuando Cisnal se convirtió en UGL, en 1997 pasó a dirigir la oficina de formación de cuadros de la confederación.
En octubre de 2014, el Consejo Nacional de la UGL lo nombró Secretario General tras la dimisión de Geremia Mancini, que había sucedido a Giovanni Centrella unos meses antes. Una sentencia del Tribunal de Roma del 6 de febrero de 2015 anuló la elección y las expulsiones de Capone y pidió que se convocara un nuevo Consejo Nacional, momento en el que el sindicato se dividió: un partido, rastreable a Intesa F.P. En ese momento, el sindicato se dividió: una parte, vinculada a Intesa F.P., eligió a Taddeo Albanese como secretario en un congreso, mientras que la otra reeligió por unanimidad a Capone como secretario general en una reunión del consejo nacional el 21 de febrero de 2015, y lo reeligió el 29 de agosto de 2015, nuevamente por el Consejo Nacional. La larga polémica judicial finaliza el 8 de enero de 2016 con un acuerdo entre las partes que prevé el reconocimiento de la legitimidad de la elección de Paolo Capone.
Los días 22 y 23 de febrero de 2018 se celebró en Roma el IV Congreso Confederal de la UGL, en el que Capone fue elegido Secretario General.

## Otros proyectos
- Wikimedia Commons alberga una galería multimedia sobre Francesco Paolo Capone.